# Barbara Rosemary Grant
Barbara Rosemary Grant (Arnside, 8 de outubro de 1936) é uma bióloga evolutiva britânica. Foi professora da Universidade de Princeton.

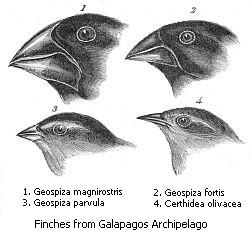
Fringilídeos de Darwin

## Vida
Barbara Grant estudou biologia na Universidade de Edimburgo, onde obteve o bacharelado em 1960. Esteve de 1960 a 1964 na Universidade da Colúmbia Britânica, de 1964 a 1965 na Universidade Yale e de 1973 a 1977 na Universidade McGill. De 1977 a 1985 pesquisou na Universidade de Michigan, e de 1985 a 1996 na Universidade de Princeton, onde foi também Lecturer. A partir de 1997 foi Senior Research Scholar em Princeton. Aposentou-se em 2008.
Barbara Grant realizou com seu marido Peter Raymond Grant durante mais de 35 anos estudos de campo sobre um objeto clássico da bilogia evolutiva desde Charles Darwin, os fringilídeos de Darwin nas ilhas Daphne Maior em Galápagos.
Recebeu o E. O. Wilson Naturalist Award de 1998, a Medalha Darwin de 2002 da Royal Society, o Prêmio Balzan 2005, a Medalha Darwin-Wallace de 2008 e o Prêmio Kyoto de 2009. Foi condecorada com a Medalha William Brewster de 2015, e recebeu a Medalha Real de 2017 juntamente com seu marido.
É membro da Royal Society, da Academia Nacional de Ciências dos Estados Unidos, da Academia de Artes e Ciências dos Estados Unidos (1997) e da Sociedade Real do Canadá.
É casada desde 1962 com Peter Raymond Grant, tendo o casal duas filhas.

## Obras
- com P. Grant, J. N. M. Smith, I. J. Abbott, L. K. Abbott: Darwin's finches: Population variation and natural selection, Proc. National Academy of Sciences USA, Volume 73, 1976, p. 257–261.
- com P. Grant: Darwin's finches: Population variation and sympatric speciation, Proc. Nat. Acad. Sci. USA, Volume 76, 1979, p. 2359–2363.
- com P. Grant: Evolutionary Dynamics of a Natural Population: The Large Cactus Finch of the Galápagos, University of Chicago Press, 1989.
- com P. Grant: Unpredictable evolution in a 30-year study of Darwin's finches, Science, Volume 296, 2002, p. 707–711.
- com P. Grant: Evolution of character displacement in Darwin's finches, Science, Volume 313, 2006, p. 224–226.
- com P. Grant: How and Why Species Multiply: The Radiation of Darwin's Finches Princeton University Press, 2008.